# Гумоштник
Гумоштник (болг. Гумощник) — село в Болгарии. Находится в Ловечской области, входит в общину Троян. Население составляет 164 человека.

## Политическая ситуация
Гумоштник подчиняется непосредственно общине и не имеет своего кмета.
Кмет (мэр) общины Троян — Минко Цочев Акимов (Граждане за европейское развитие Болгарии (ГЕРБ)) по результатам выборов.